# Ettore Giovanni Andenna
Ettore Giovanni Andenna (ur. 13 czerwca 1946 w Mediolanie) – włoski prezenter telewizyjny, dziennikarz i polityk, od 1987 do 1989 poseł do Parlamentu Europejskiego II kadencji.

## Życiorys
Ukończył studia z zakresu komunikacji i nowych mediów. Pracował początkowo jako sprzedawca samochodów, następnie jako niezależny reżyser teatralny i od 1967 dziennikarz radiowy m.in. w Radio Monte Carlo. W 1972 przeszedł do telewizji RAI, gdzie zaczął prowadzić programy dla dzieci. Zdobył większą rozpoznawalność prowadząc rozrywkowe programy telewizyjne, m.in. „La bustarella” w ramach Antennatre i teleturniej „Giochi senza frontiere”. Od 1980 do 1982 był także dyrektorem w spółce telewizyjnej nadającej z Monako Telemontecarlo. W 1987 został posłem do Parlamentu Europejskiego w miejsce Renato Massariego z ramienia Włoskiej Partii Socjaldemokratycznej. Przystąpił do frakcji socjalistycznej. W 1989 przeszedł do Włoskiej Partii Socjalistycznej. Po zakończeniu kadencji powrócił do działalności dziennikarskiej, m.in. do prowadzenia programu „Giochi senza frontiere”. Komentował także konkursy piękności oraz dwukrotnie Konkurs Piosenki Eurowizji (1993, 1997), występował jako prowadzący i gość programów telewizyjnych. Od 2000 do 2002 dyrektor generalny MC SAT, został także właścicielem kanału telewizyjnego.
Dwukrotnie żonaty, w 1979 zawarł związek małżeński z modelką Dianą Scapolan. Ma troje dzieci z pierwszą żoną i jedno z drugą. Jest poliglotą.